# Ligne Wehrhahn
La Ligne Wehrhahn (en allemand : Wehrhahnlinie) est une ligne de métro léger à Düsseldorf.
Longue d'environ 3,5 kilomètres la ligne se relie les gares Düsseldorf-Wehrhahn et Düsseldorf-Bilk, desservant six stations souterraines.
La ligne devait être livrée pour 2014, elle est mise en exploitation le 21 février 2016.
|  |   |  | Stations                                      | Quartier            | Situation  | Correspondances                               |
|  | - |  | --------------------------------------------- | ------------------- | ---------- | --------------------------------------------- |
|  | o |  | S-Bahnhof Wehrhahn (Gare Düsseldorf Wehrhahn) | Stadtmitte (Centre) | surface    | S-Bahn Rhin-Ruhr                              |
|  | o |  | Jakobistraße/Pempelforter Straße              | Stadtmitte (Centre) | souterrain |                                               |
|  | o |  | Schadowstraße                                 | Stadtmitte (Centre) | souterrain | Tramway de Düsseldorf/Autobus                 |
|  | o |  | Heinrich-Heine-Allee                          | Stadtmitte (Centre) | souterrain | Tramway de Düsseldorf/Stadtbahn de Düsseldorf |
|  | o |  | Benrather Straße                              | Stadtmitte (Centre) | souterrain |                                               |
|  | o |  | Graf-Adolf-Platz                              | Stadtmitte (Centre) | souterrain | Tramway de Düsseldorf/Autobus                 |
|  | o |  | Kirchplatz                                    | Stadtmitte (Centre) | souterrain |                                               |
|  | o |  | S-Bahnhof Bilk (Gare Düsseldorf-Bilk)         | Bilk                | surface    | S-Bahn Rhin-Ruhr/Tramway de Düsseldorf        |